# Thismia singeri
Thismia singeri là một loài thực vật có hoa trong họ Burmanniaceae. Loài này được (de la Sota) Maas & H.Maas miêu tả khoa học đầu tiên năm 1986.